# Haga slott

Haga slott – tidigare kallat Drottningens paviljong – är ett slott uppfört 1802–1805 i Hagaparken, Solna socken, Stockholms län, för Gustav IV Adolf av arkitekt Carl Christoffer Gjörwell d.y. Byggnaden är statligt byggnadsminne. Sedan 2010 är slottet bostad för kronprinsessparet. Haga slotts huvudbyggnad har en bostadsyta på 1 550 kvadratmeter. Tillhörande Haga ekonomibyggnad omfattar 904 kvadratmeter. Slottet förvaltas av Statens fastighetsverk. Haga slott ligger i Kungliga Nationalstadsparken.

## Historik

### Barnens Palais
Haga slott uppfördes på Gustav IV Adolfs initiativ eftersom Gustav III:s paviljong blivit för trång som bostad för den växande familjen. Kungen ville här skapa en ståndsmässig bostad, "Barnens Palais", för sina tre barn, kronprins Gustav, storfursten av Finland, Carl Gustav och prinsessan Sofia Wilhelmina. Carl Gustav (1802–1805) dog redan innan slottet var färdigbyggt och Gustav IV Adolfs yngre barn var inte födda än.
Valet av arkitekt för byggnaden föll på Carl Christoffer Gjörwell d.y. Gustav III:s tidigare favoritarkitekt Louis Jean Desprez för Haga fanns visserligen fortfarande tillgänglig. Han hade dock kommit alltmer i bakgrunden och förknippades av Gustav IV Adolf med de vidlyftiga och dyra projekten i Hagaparken. Gjörwell var elev till Desprez och väl förtrogen med Haga. Så fick Haga slott tydliga spår av Desprez arkitektur genom att Gjörwell gestaltade slottet med en tredelad byggnadskropp, där mittpartiet sticker högre upp och avslutas med ett tvärställt sadeltak. Gjörwells originalritningar har inte återfunnits, men en uppsättning osignerade kopior från början av 1800-talet visar den ursprungliga planlösningen för slottets 43 rum. 

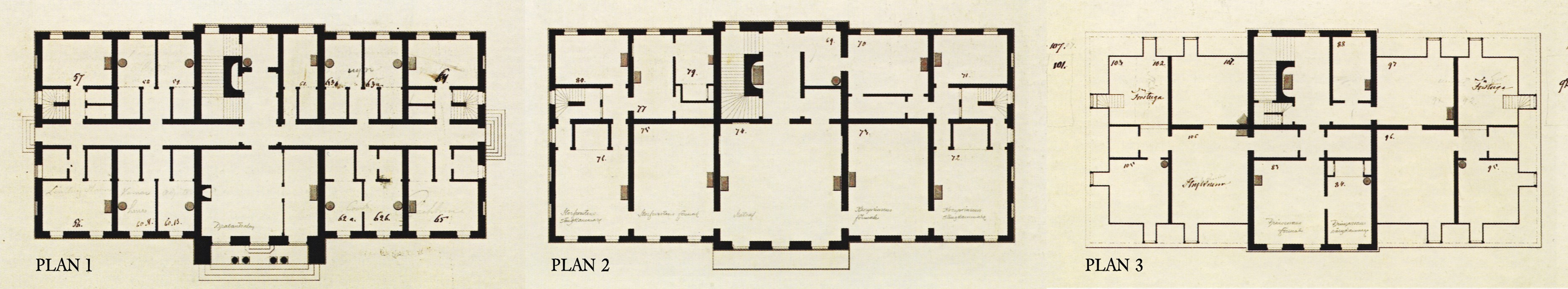
Haga slotts planritningar från 1800-talets första hälft

I maj 1802 började grundläggningsarbetena och 1803 var byggnadens yttre skal färdigt. År 1805 fullbordades inrednings- och målningsarbetena och huset förbereddes för inflyttning. Det dröjde dock ytterligare två år innan kungafamiljen kunde flytta in. Haga slott var tänkt att vara bostad till kungafamiljens barn  och kallades "Barnens Palais" medan föräldrarna skulle bo kvar i Gustav III:s paviljong.
I samband med 1809–1810 års riksdag fick kungen nyttjanderätten till slottet, vilket kunde "efter eget gottfindande begagnas". Kung Oscar I var den ende regerande medlemmen av ätten Bernadotte, som tidvis bodde i slottet med sin familj. Han lät intendenten för kungens enskilda konstsamling, Lars Jacob von Röök utföra en del konstnärliga utsmyckningar i slottet. Änkehertiginnan Teresia av Dalarna hade sin bostad här från 1890 till sin död 1914. Prins Erik bodde på slottet några år före sin död 1918. Efter första världskriget nyttjades slottsbyggnaden en tid som hem för barn vilka blivit hemlösa på grund av kriget.

### Bostad för prins Gustaf Adolf
Under 1932-44 moderniserades slottet efter ritningar av Ragnar Hjorth för arvprins Gustaf Adolf och hans familj. Den omfattande renoveringen präglades av de nya enkla arkitekturideal, som med funktionalismen hade kommit till Sverige på 1930-talet. Hjort kombinerade funktionalismens krav på enkelhet med byggnadens klassicism. 
De få bevarade ursprungsdetaljerna dämpades ner genom övermålning. En hel del av 1800-talets kakelugnar togs bort och ersattes med öppna spisar. För att åstadkomma större och slätare väggytor revs några dörrpartier i stora mittsalongen. Interiören liknade därefter en samtida modern villa. 
Vardagsrummet för prinsparet Gustaf Adolf och Sibylla anordnades i den centrala salen och möblerades huvudsakligen med för tiden moderna möbler. Bland bröllopsgåvorna från 1932 fanns ett flertal mattor av Märta Måås-Fjetterström och finska ryamattor. Den stora öppna spisen blev en omtyckt bakgrund i samband med fotografering.
Kung Carl XVI Gustaf och hans systrar, "Hagasessorna", är alla födda på Haga slott och deras lekstuga finns fortfarande kvar intill slottet. Lekstugan i kolonistugestil var en present från Gustaf V till sina barnbarnsbarn. Lekstugan är liksom slottet skyddat som statligt byggnadsminne. Denna är därmed den enda lekstugan i Sverige med detta skydd. Sedan kungens far prins Gustaf Adolf avlidit 1947 omdisponerades rummen och 1950 flyttade familjen till Kungliga slottet, prinsessan Sibyllas våning.

### Historiska bilder

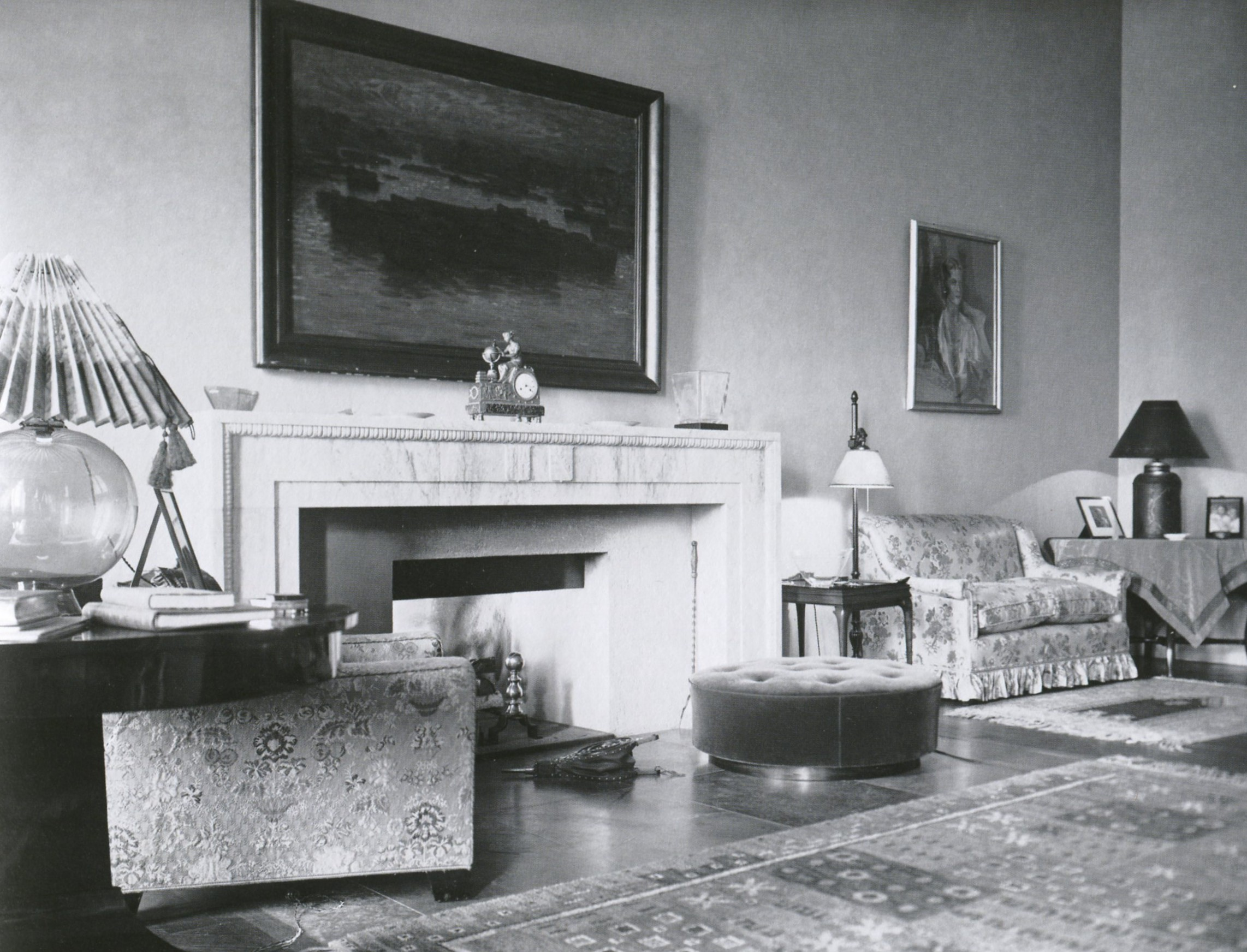
Vardagsrummet på 1940-talet.
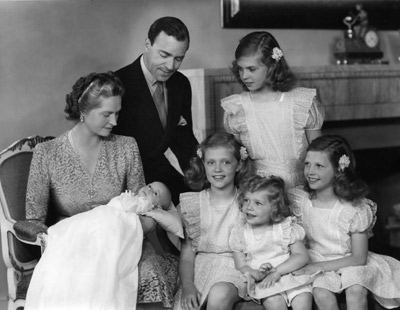
Sibylla med Prins Gustaf Adolf och barnen 1946.
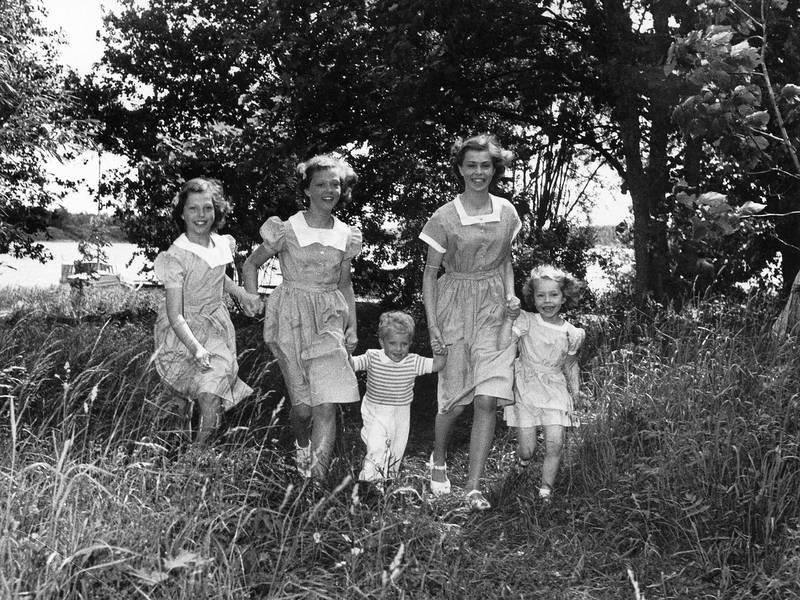
Hagasessorna och Carl Gustaf 1948.
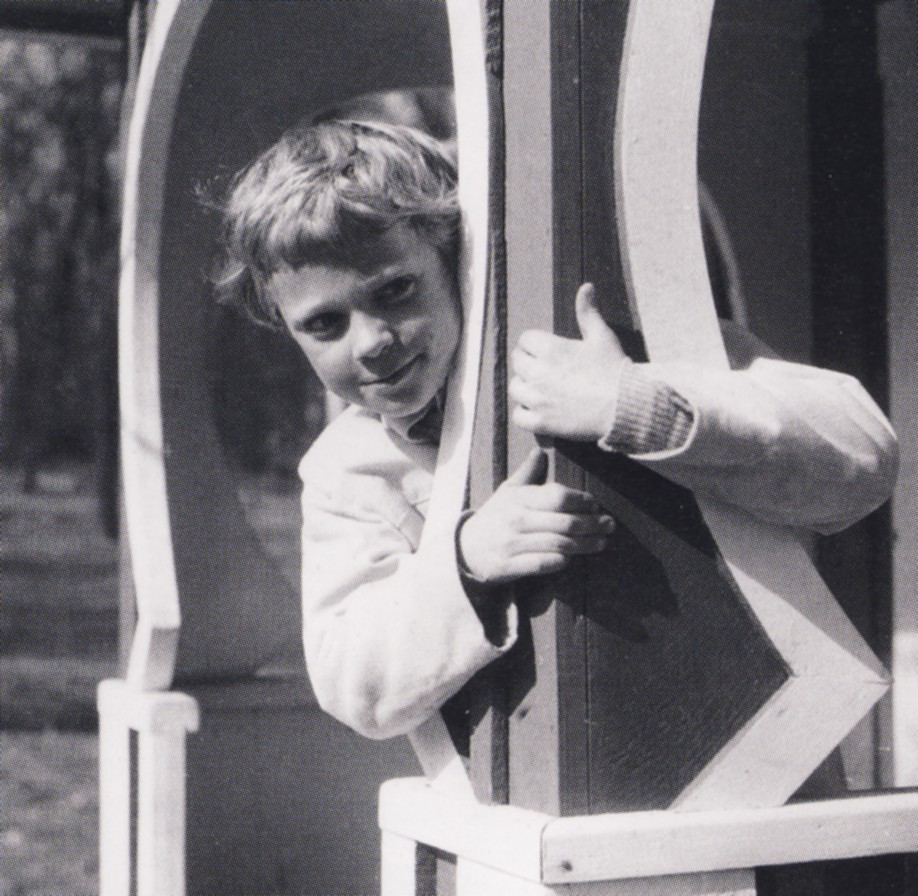
Carl Gustav i lekstugan.

### Regeringens representationsvåning
Den kungliga dispositionsrätten överläts 1966 till regeringen av Gustaf VI Adolf, så att slottet har kunnat användas som gästbostad för prominenta gäster exempelvis vid statsbesök eller som kungen uttryckte det: "som bostad åt prominenta personer från utlandet, som är regeringens gäster eller eljest böra åtnjuta denna föremån". I samband med överlåtandet av dispositionsrätten renoverades slottet för den nya uppgiften – konst och möbler flyttades över från det nedlagda Utrikesministerhotellet på Blasieholmen.

### Interiörer
Följande bilder visar slottets interiör före 2010.

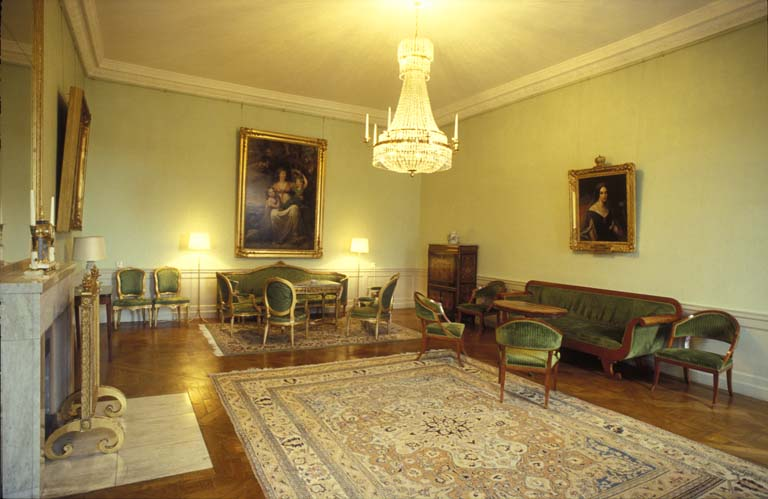
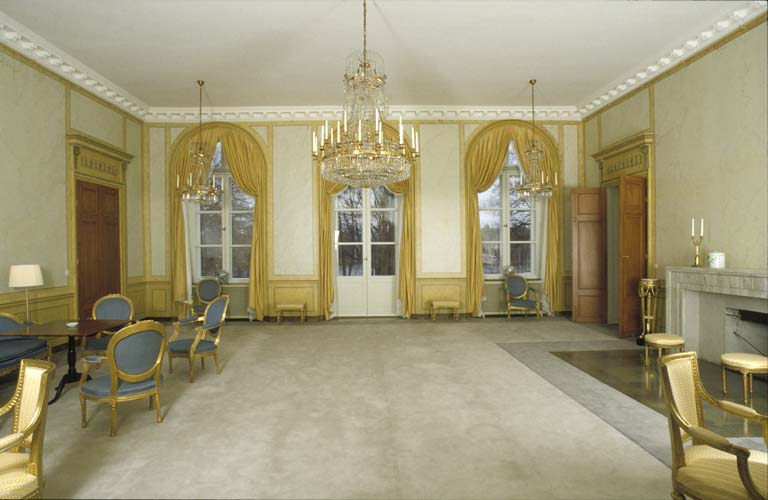
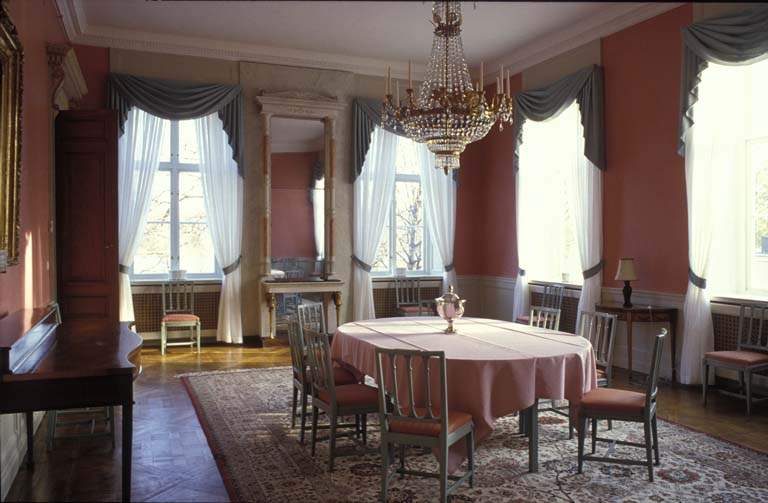
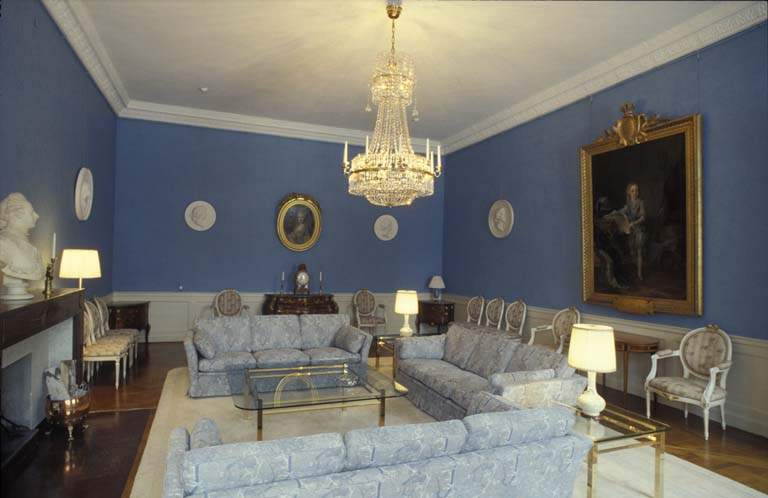

## Bostad för kronprinsessparet

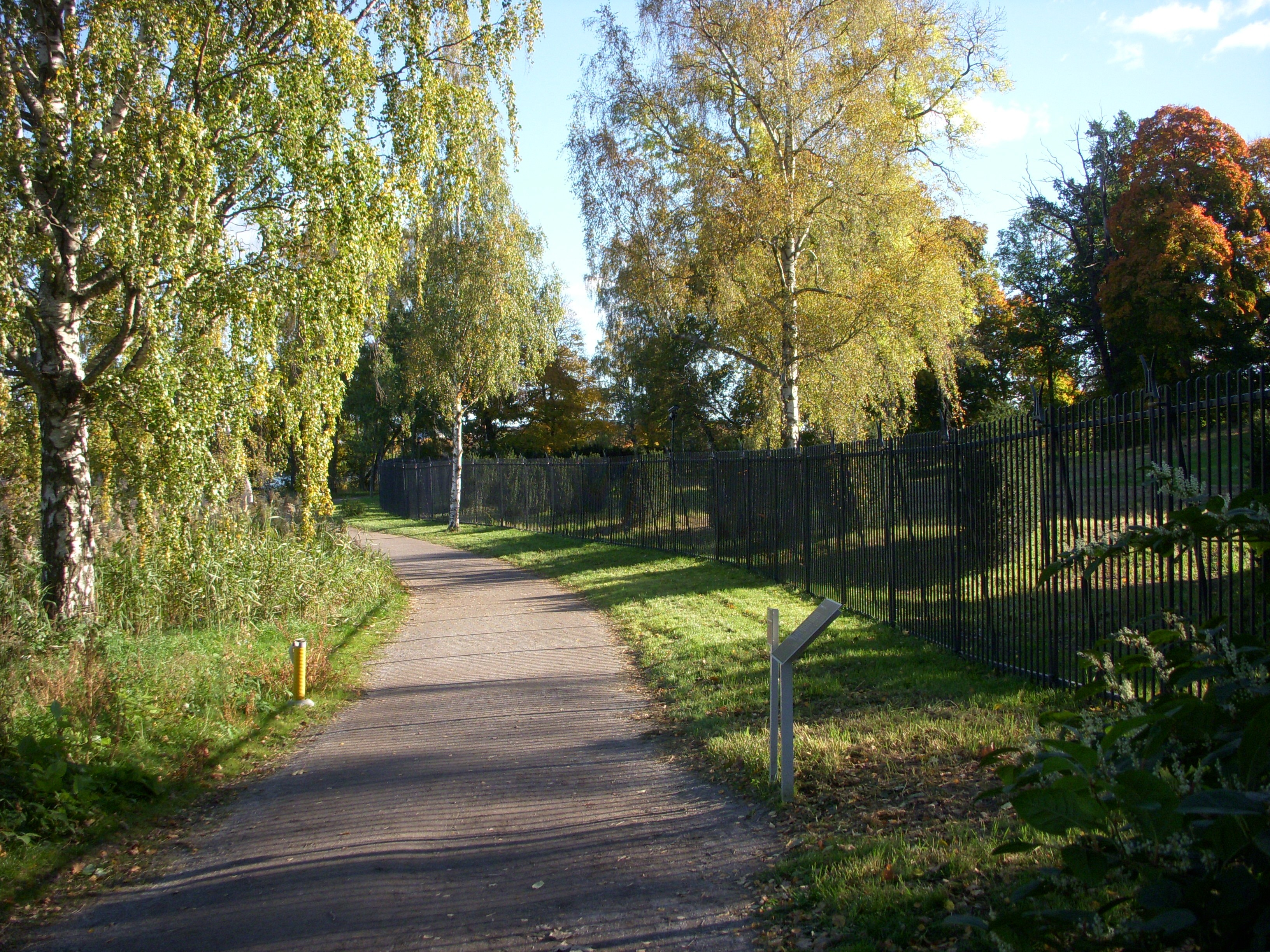
Hälsans stig och nya järnstaketet vid Haga slott i oktober 2010.

Den 23 april 2009 meddelade Statsrådsberedningen, att dispositionsrätten till slottet ska återföras från regeringen till den kungliga familjen, så att Haga slott ska kunna vara bostad för kronprinsessan Victoria. Statsministern meddelade, att regeringen tog initiativet i samband med kronprinsessans förlovning.

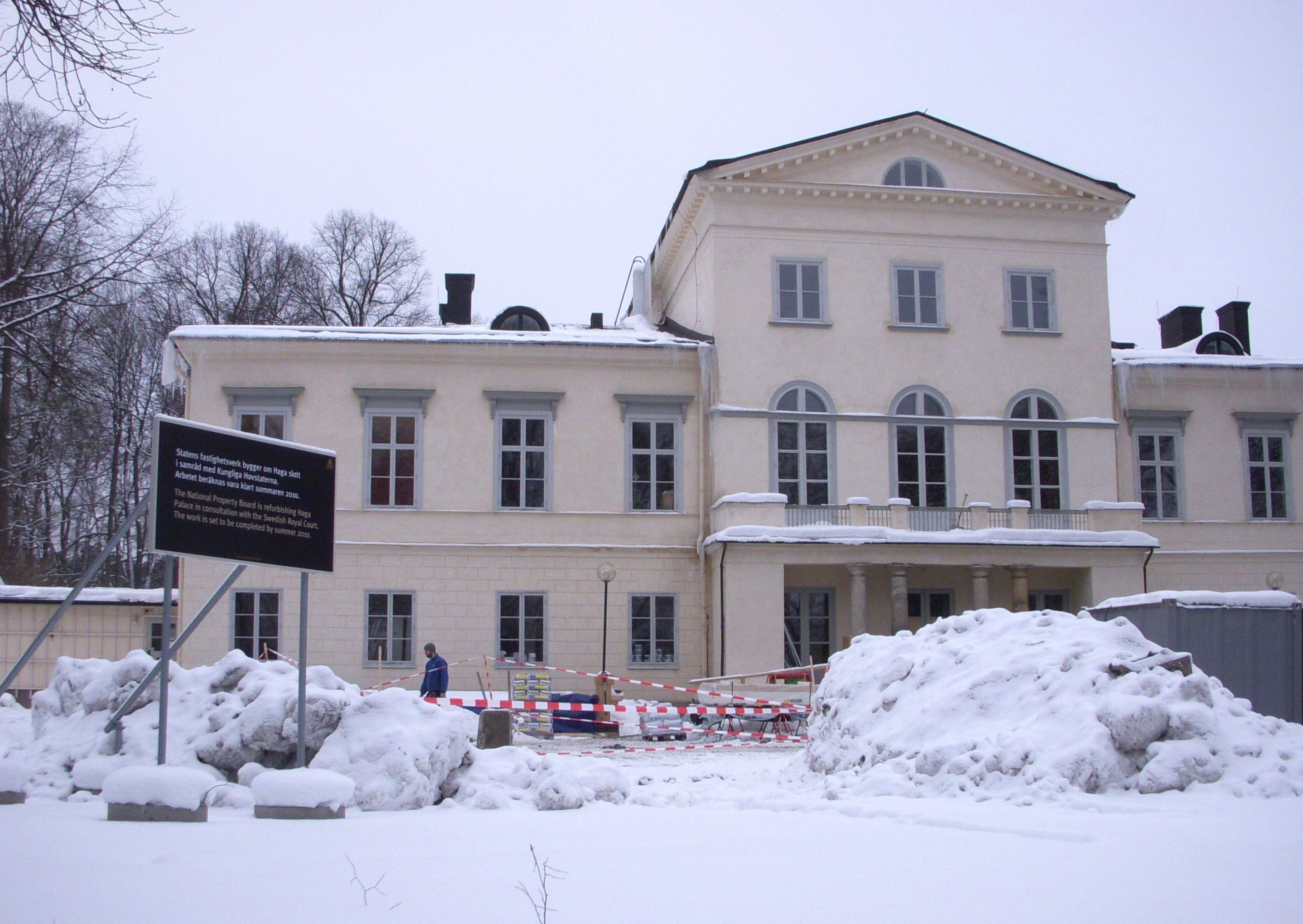
Haga slott, ombyggnad 2010.

Vid regeringens framläggning av statsbudgeten den 21 september framkom, att överlåtelsen av Haga slott blir en gåva från regeringen vid bröllopet mellan kronprinsessan Victoria och Daniel Westling 2010. Därtill ökas hovets årliga anslag med 3,5 miljoner kronor per år för att bekosta fastighetens underhåll.
Överlåtelsen är utformad så att Hälsans stig, som går runt Brunnsviken, inte påverkades i någon större utsträckning. I början av 2010 anlades en ny gångstig längs vattnet. Stigen är tillgänglig för allmänheten. Den tidigare promenadvägen förbi slottet stängdes av genom ett nytt staket, vilket betyder att Prins Gustafs monument hamnar innanför staketet. Ekotemplet och Haga slottsruin ligger utanför det nya staketet.
I december 2009 meddelade Statens fastighetsverk, att en renovering av slottet påbörjats för att "anpassa slottet till en fungerande och värdig bostad för Kronprinsessparet". Renoveringen beräknas kosta totalt 40,4 miljoner kronor , varav ombyggnad 7,6 miljoner, underhåll 16,7 miljoner och säkerhetsarbeten 16,1 miljoner. Förändringarna godkändes av Riksantikvarieämbetet i samråd med Kungliga Hovstaterna. Arkitekt var Jan-Erik Ellfolk, White arkitekter. 
Den 27 maj 2010 gjordes de sista finjusteringarna av slottet, samtidigt stängdes området för allmänheten och patrulleras därefter dygnet runt av vakt. Det avstängda området är på 7,8 hektar av parkens totala yta på 144 hektar och omges av 800 meter järnstaket, som utrustades med 60 säkerhetskameror. Det råder fotoförbud runt slottet, då det klassats som skyddsobjekt. Kronprinsessparet flyttade in i Haga slott den 15 november 2010. Innan dess bodde Kronprinsessparet i Nedre sjöflygeln vid Drottningholms slott.

### Nutida bilder

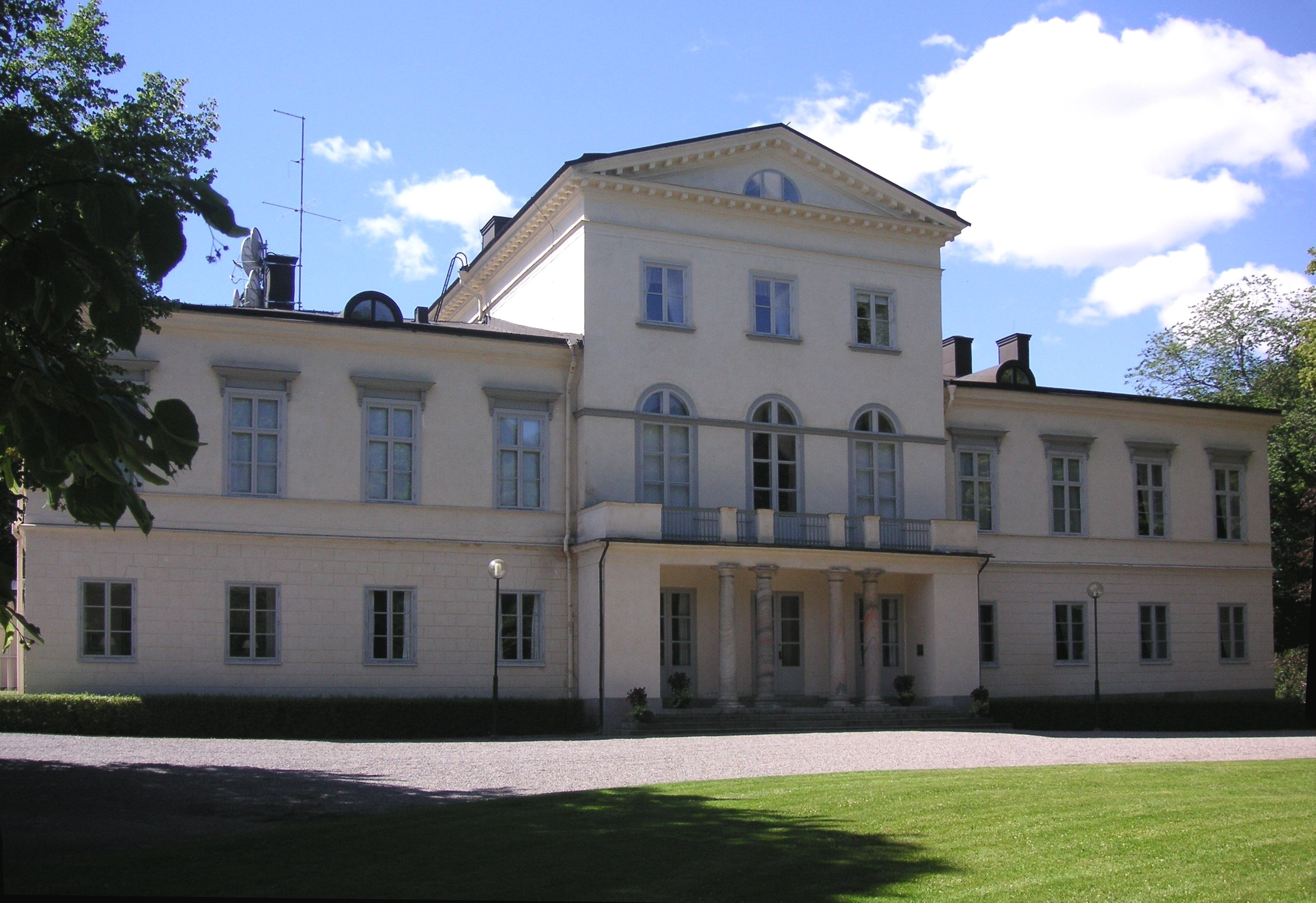
Entréfasaden
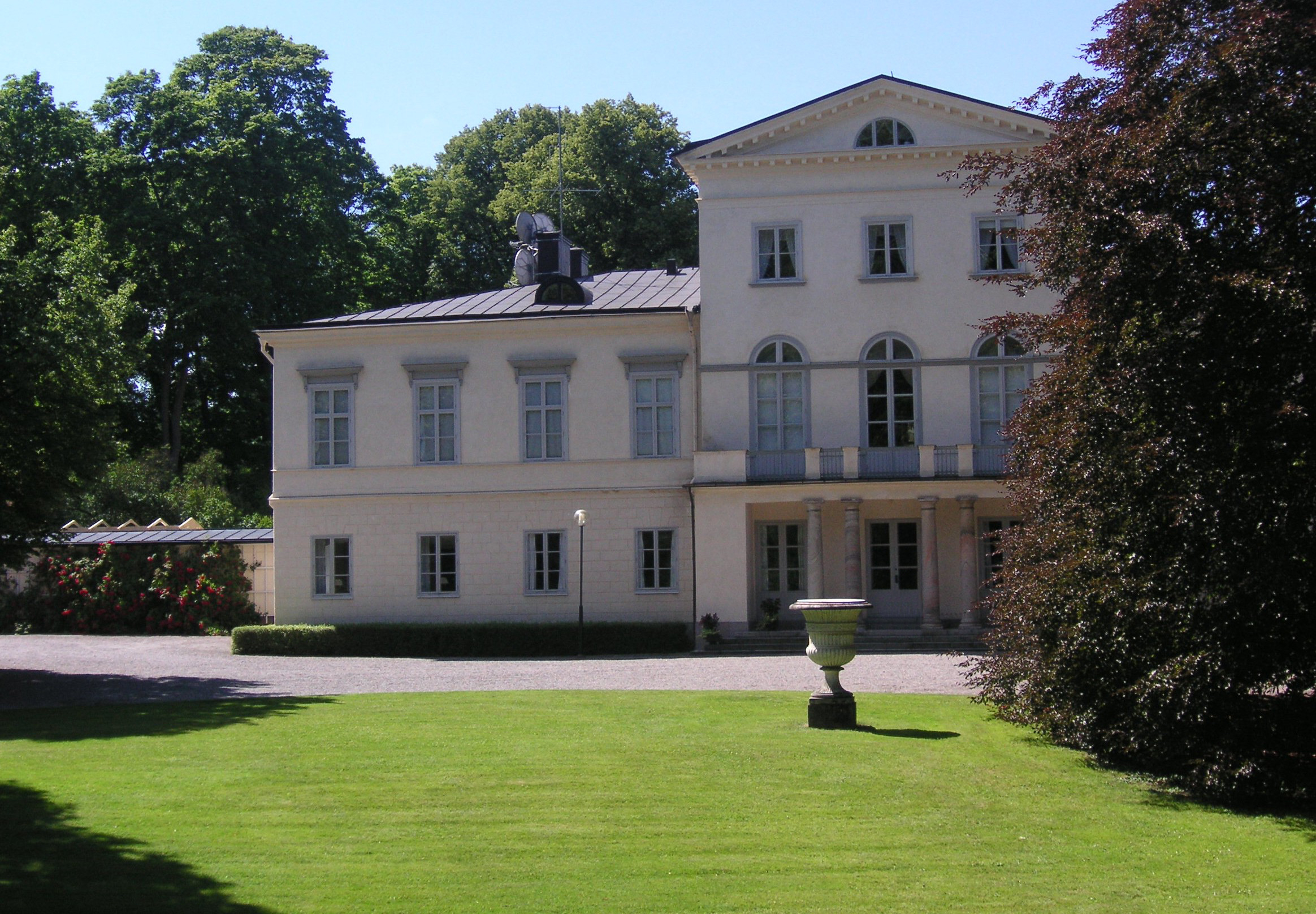
Entréfasaden
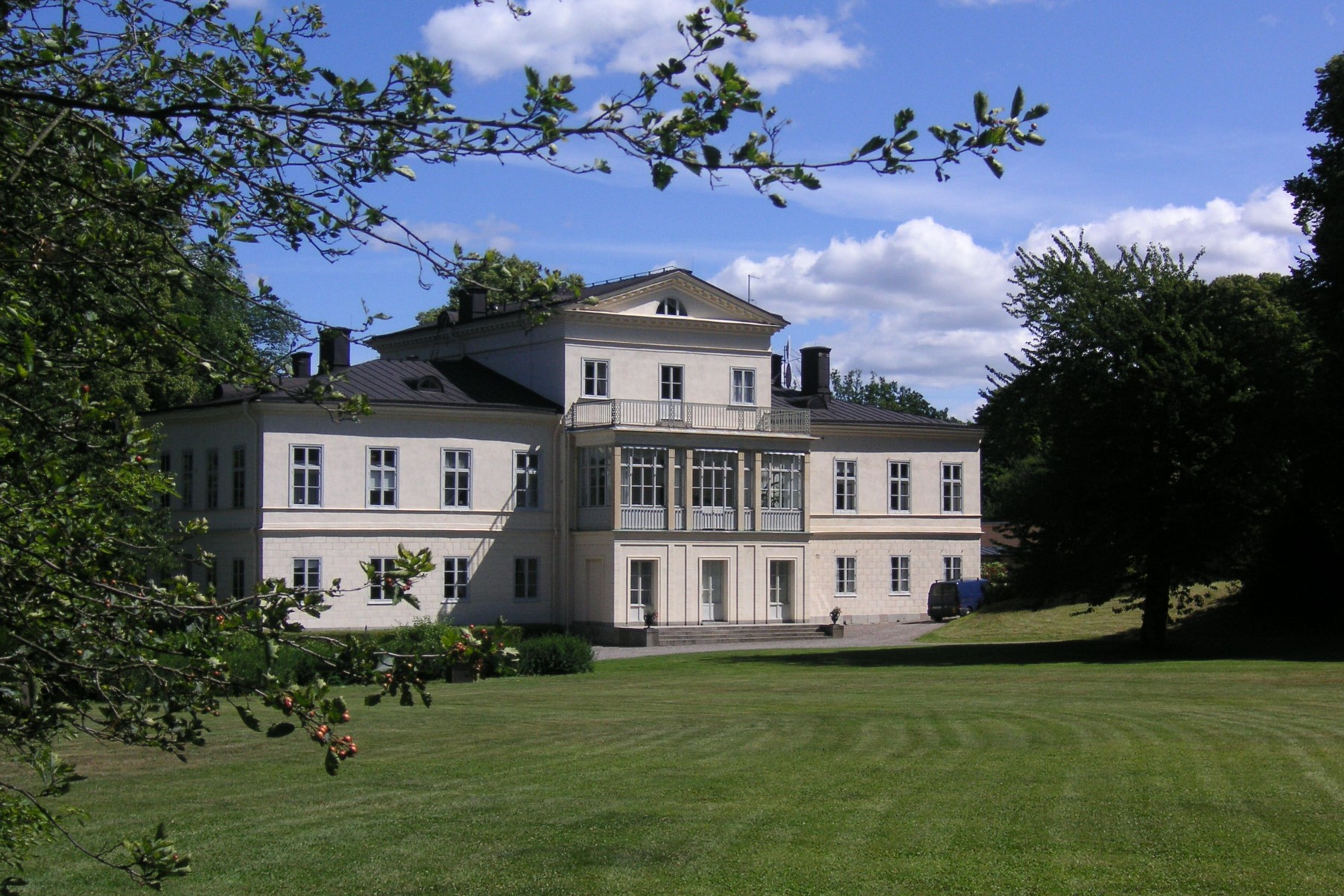
Fasaden mot parken
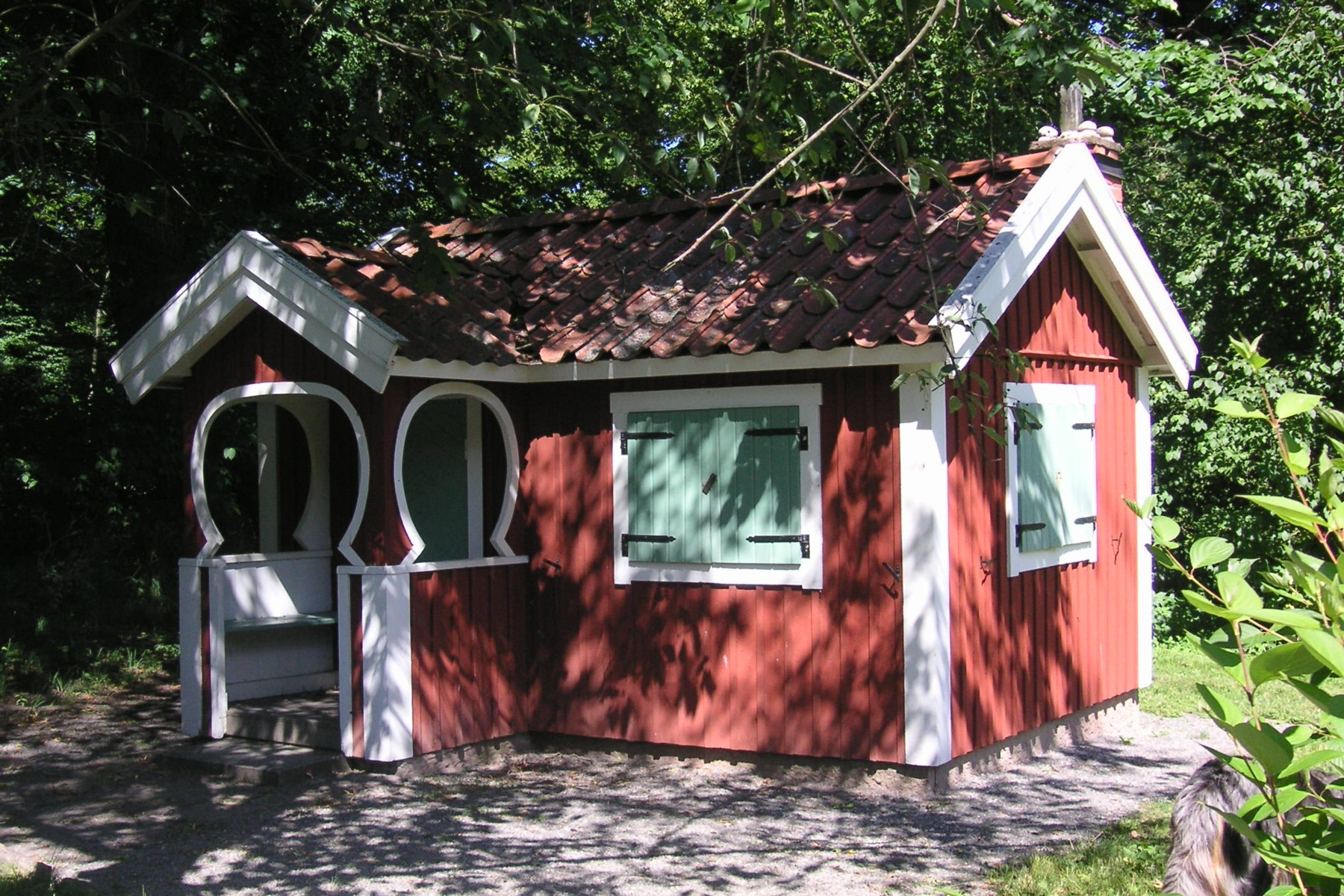
Hagasessornas lekstuga vid slottet.

## Referenser

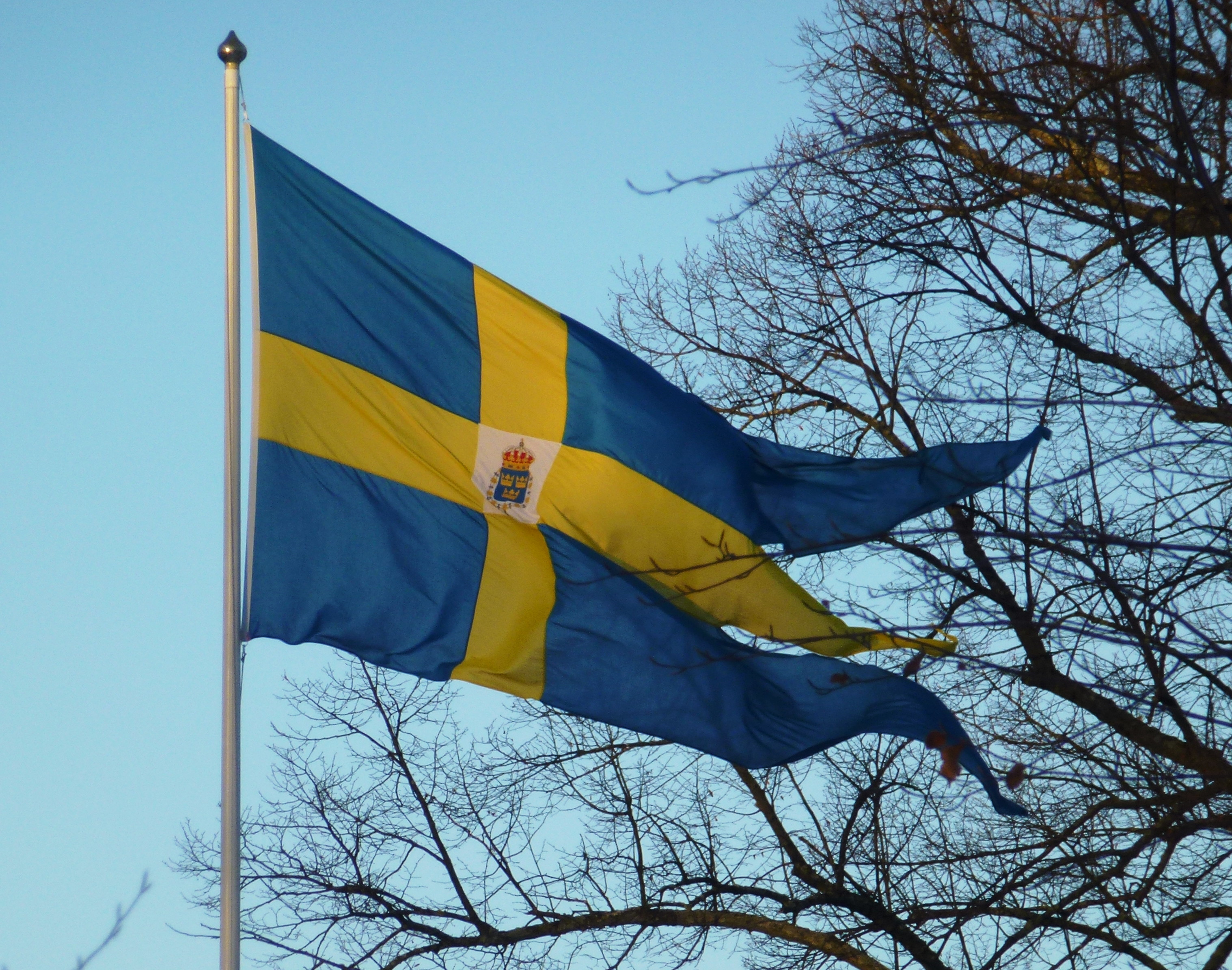
Kunglig flagga (för prins eller prinsessa) vid Haga slott, julhelgen 2012.